# Geum spurium
Geum spurium är en rosväxtart som beskrevs av Fisch. och C. A. Mey.. Geum spurium ingår i släktet nejlikrotsläktet, och familjen rosväxter.

## Underarter
Arten delas in i följande underarter:
- G. s. urbanostrictum
- G. s. stricto-urbanum